# Бульвар Сен-Мішель

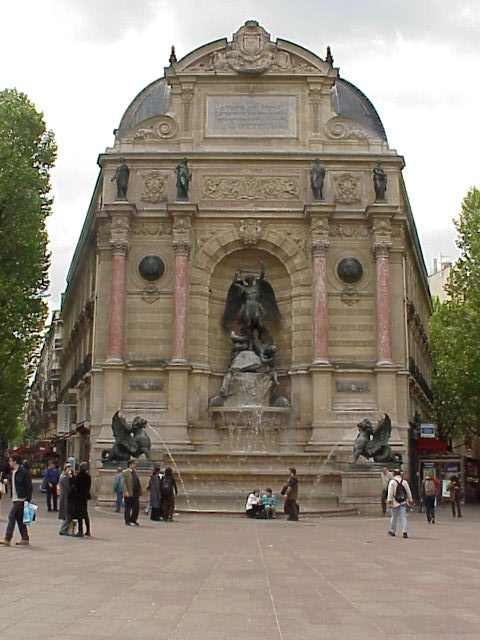
Фонтан Сен-Мішель, створений Габріелем Давіу

Бульвар Сен-Мішель (фр. Boulevard Saint-Michel, народна назва Буль-Міш фр. Boul’ Mich) — один з бульварів у центрі Парижа завдовжки 1380 м і завширшки 30 м, є межею між 5-им і 6-им муніципальними округами. Починається на Площі Сен-Мішель (фр. Place Saint-Michel) й закінчується на Авеню де л'Обсерватуар (фр. Avenue de l’Observatoire) та Площі Ернеста Дені (фр. Place Ernest-Denis). Перетинає квартал Валь-де-Ґрас та Сорбоннський квартал у 5-ому окрузі, а також квартал де ла Монне та квартал Одеон в 6-ому.

## Визначні місця на бульварі Сен-Мішель

### Орієнтація
У південному напрямку від мосту Сен-Мішель та Площі Сен-Мішель лівий бік бульвару є межею 5-ого округу, в якому знаходиться Латинський квартал, тоді як правий бік бульвару є межею 6-ого округу, де знаходиться зокрема Люксембурзький сад.

### Римські терми й Отель Клюні
Зразу після перехрестя й готелю «Чотири пори року» ліворуч розташовані галло-римські терми з I—III століття та Отель Клюні з XV століття. Поряд з руїнами терм у вересні 200 року було закладено так званий «Середньовічний сад» (фр. Jardin médiéval). Терми й Отель Клюні входять до Національного музею Середньовіччя. Вхід до музею знаходиться на Площі Поля Пенлеве (фр. Place Paul Painlevé).

### Сорбонна
Після перехрестя з вулицею Рю дез Еколь (фр. Rue des Écoles) ліворуч починається комплекс будівель Сорбонни, через 150 м ліворуч розташована Площа Сорбонни.

### Пантеон
Наступне велике перехрестя знаходиться на Площі Едмона Ростана (Place Edmond Rostand). Ліворуч починається вулиця Суффло (Rue Soufflot), що веде до Пантеону, де поховані найвидатніші французи.

### Люксембурзький сад
Праворуч від Площі Едмона Ростана починається ареал Люксембурзького саду. В Люксембурзькому палаці засідає французький Сенат.

### Національна вища гірнича школа
За входом до Люксембурзького саду праворуч розташоване приміщення Національної вищої гірничої школи Парижа (ENSMP). Школа належить до 200 так званих Великих шкіл, найкращих вищих навчальних закладів Франції. Гірнича школа була заснована 1783 року королем Людовіком XVI.

## Історія вулиці
Перша частина вулиці до Рю Ґужа (фр. Rue Cujas) була завершена 11 серпня 1855 року в рамках перебудови Парижа бароном Османом. Лише через чотири роки, 30 липня 1859 року роботи було повністю завершено.
Спочатку вулиця називалася Севастопольський бульвар-Правий берег, та 26 лютого 1867 року бульвар перезвали на Сен-Мішель відповідно до мосту Сен-Мішель, на який виходить бульвар.
Під час будівництва бульвару було знищено багато старовинних вулиць кварталу Сен-Северен, деякі будівлі якого відносилися до XII століття.
Сьогодні бульвар Сен-Мішель — одне з улюблених місць, де парижани й гості міста проводять закупи: тут багато книгарень, магазинів мод, взуття, коміксів, багато кав'ярень, ресторанів і кінотеатрів. До бульвару можна потрапити на метро, зупинка «Бульвар Сен-Мішель».